# Рёмер, Марсель
Марсель Ибсен Рёмер (дат. Marcel Ibsen Rømer; род. 8 августа 1991, Дания) — датский футболист, полузащитник клуба «Люнгбю».

## Клубная карьера
Рёмер — воспитанник клубов «Кёге» и «Херфёльге». В 2009 году игрок подписал контракт с «ХБ Кёге». 1 ноября в матче против «Сённерйюска» он дебютировал в датской Суперлиге. 25 апреля 2010 года в поединке против «Ольборга» Марсель забил свой первый гол за «ХБ Кёге». По итогам сезона клуб вылетел из элиты, но игрок остался в команде и через год помог вернуться обратно. В 2013 году Рёмер перешёл в «Виборг». 15 сентября в матче против «Орхуса» он дебютировал за новую команду. 25 октября в поединке против «Вестшелланна» Марсель забил свой первый гол за «Виборг».
В 2016 году Рёмер перешёл в «Сённерйюск». 6 марта в матче против «Брондбю» он дебютировал за новую команду. 30 апреля в поединке против «Хобро» Марсель забил свой первый гол за «Сённерйюск».
Летом 2019 года Рёмер перешёл в «Люнгбю». 1 сентября в матче против «Хорсенс» он дебютировал за новую команду. 22 сентября в поединке против «Силькеборга» Масель забил свой первый гол за «Люнгбю».    